# Dosimetría

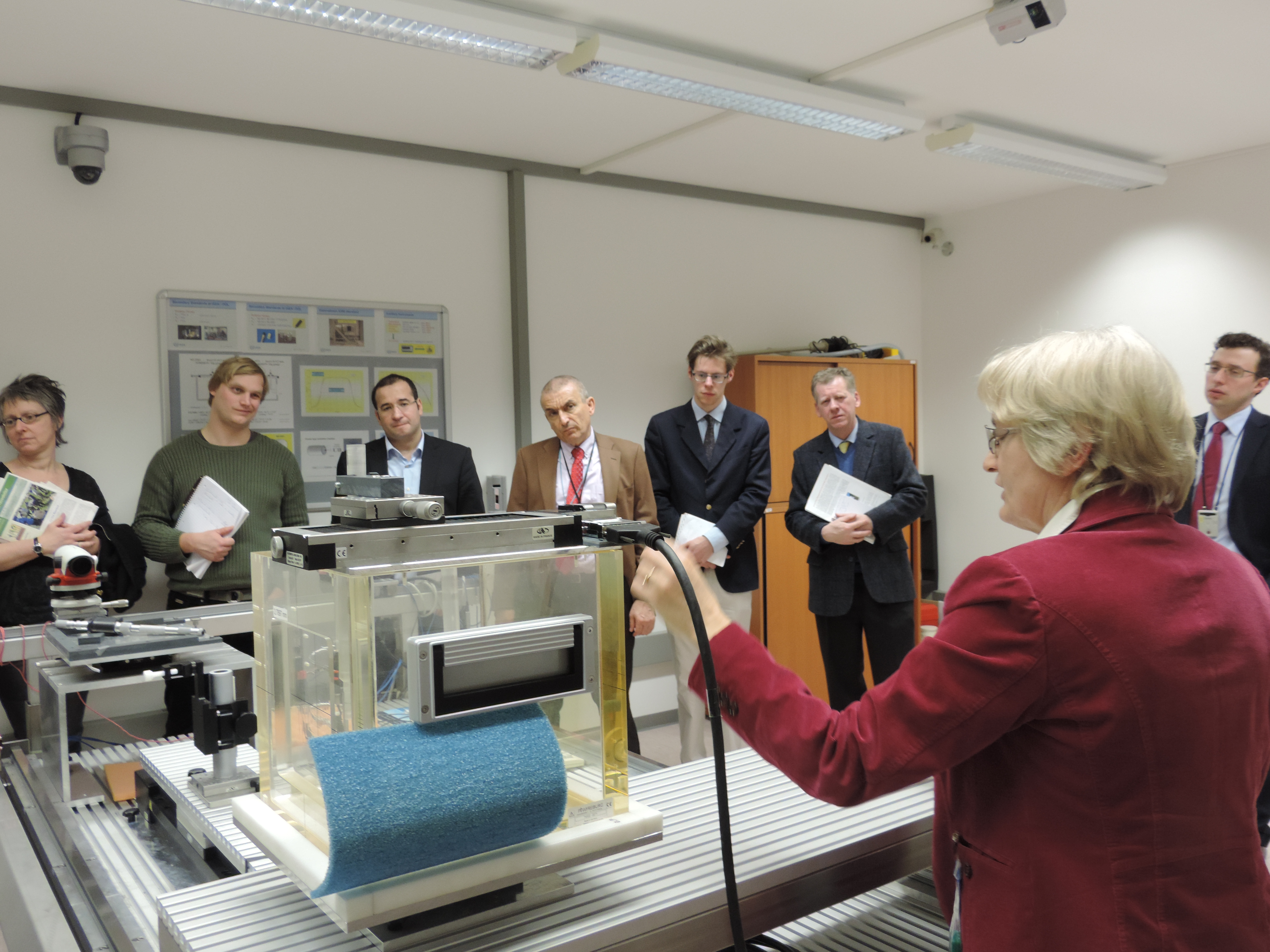
Sra. Joanna Izewska, Jefa del Laboratorio de Dosimetría

La Dosimetría de radiación es el cálculo de la dosis absorbida en tejidos y materia como resultado de la exposición a la radiación ionizante, tanto de manera directa como indirecta. Es una subespecialidad científica, en el campo de la física de la salud y la física médica, la cual se enfoca en el cálculo de las dosis internas y externas de la radiación catódica
La dosis de la materia se reporta en grays (Gy) o siéverts (Sv) para el tejido biológico, donde 1 Gy o 1 Sv es igual a 1 julio por kilogramo. El no uso del SI aún está prevalente, donde la dosis está reportada en rads y la dosis equivalente en rems. Por definición, 1 Gy = 100 rad y 1 Sv = 100 rem.

## Efectos de la radiación en tejido vivo
La diferencia entre la dosis absorbida (D), medida en grays (Gy), y la dosis equivalente (H), medida en sieverts (Sv), se basa en los efectos biológicos del factor de ponderación del tipo de radiación (denotado como WR) y el factor de ponderación del tipo de tejido radiado (WT). Estas distinciones comparan los efectos relativos biológicos de los distintos tipos de radiación y la susceptibilidad de los diferentes tejidos y órganos. Por ejemplo, una dosis absorbida de un gray (D = 1 Gy) de un haz de fotones (el WR de la radiación gamma es 1) por todo el cuerpo (el WT del cuerpo entero es 1) equivaldría a un sievert (H = 1 Sv), mientras que si la dosis absorbida de un gray (D = 1 Gy) se debiera a un haz de neutrones de 80 keV (el WR de un haz de neutrones de entre 10 keV y 100 keV es 10) en la vejiga (el WT de la vejiga es 0.04) equivaldría a 0.4 sievert (H = 1 x 10 x 0.04 = 0.4 Sv).

### Dosis de factor de ponderación en órganos
Por definición, el factor de ponderación para la totalidad del cuerpo es 1, de modo que la suma de todos los factores de ponderación de los distintos tejidos será la unidad. La siguiente tabla muestra los distintos factores de ponderación según el tejido radiado. Como puede observarse en dicha tabla, el efecto de la radiación varía según el tipo de tejido radiado, siendo por ejemplo, el triple de perniciosa si irradia los pulmones que si irradia el hígado. La penúltima entrada de la tabla, correspondiente al resto de tejidos no contemplados en las entradas anteriores se refiere al factor de ponderación que le correspondería al conjunto completo del resto de tejidos.
| Factores de ponderación para diferentes órganos | Factores de ponderación para diferentes órganos |
| Órgano o tejido                                 | WT                                              |
| ----------------------------------------------- | ----------------------------------------------- |
| Médula ósea                                     | 0.12                                            |
| Colon                                           | 0.12                                            |
| Pulmones                                        | 0.12                                            |
| Estómago                                        | 0.12                                            |
| Mama                                            | 0.12                                            |
| Gónadas                                         | 0.08                                            |
| Vejiga                                          | 0.04                                            |
| Esófago                                         | 0.04                                            |
| Hígado                                          | 0.04                                            |
| Tiroides                                        | 0.04                                            |
| Superficie del hueso                            | 0.01                                            |
| Cerebro                                         | 0.01                                            |
| Glándulas salivales                             | 0.01                                            |
| Piel                                            | 0.01                                            |
| Resto de tejidos                                | 0.12                                            |
| Cuerpo entero                                   | 1                                               |

### Factores de ponderación en radiación
Como puede verse en la tabla siguiente, que reseña los distintos factores de ponderación según el tipo de radiación, los rayos X y los rayos gamma tienen un factor de ponderación de la unidad, tal que una dosis absorbida de un gray implicaría una dosis equivalente de un sievert (cuando se irradia el cuerpo entero - WT = 1); mientras que otros tipos de radiación como las partículas alfa o los neutrones de energía entre 100 keV y 2 MeV tienen un factor de ponderación muy superior, por lo que la misma la misma dosis absorbida del ejemplo anterior supondría una dosis equivalente 20 veces superior (20 Sv, para una radiación de cuerpo completo).
| Factores de ponderación para diferentes tipos de radiación | Factores de ponderación para diferentes tipos de radiación |
| Tipo de radiación                                          | WR                                                         |
| ---------------------------------------------------------- | ---------------------------------------------------------- |
| Rayos X                                                    | 1                                                          |
| Rayos gamma                                                | 1                                                          |
| Radiación beta                                             | 1                                                          |
| Muones                                                     | 1                                                          |
| Neutrones (<10 keV)                                        | 5                                                          |
| Neutrones (10 keV - 100 keV)                               | 10                                                         |
| Neutrones (100 keV - 2 MeV)                                | 20                                                         |
| Neutrones (2 MeV - 20 MeV)                                 | 10                                                         |
| Neutrones (> 20 MeV)                                       | 5                                                          |
| Protones (> 2 MeV)                                         | 2                                                          |
| Radiación alfa                                             | 20                                                         |
| Productos de fisión nuclear                                | 20                                                         |
| Otros núcleos atómicos pesados                             | 20                                                         |

## Dosis versus actividad
La dosis de radiación se refiere a la cantidad de energía depositada en la materia y/o en efectos biológicos de la radiación, y no debería ser confundida con la unidad de la actividad radioactiva (becquerel, Bq). La exposición a una fuente radioactiva dará una dosis que será dependiente de la actividad, del tiempo de exposición, de la energía emitida de radiación, de la distancia a la fuente y del blindaje. La dosis equivalente es entonces dependiente de los factores de ponderación mencionados arriba. La dosis es una medida de la dosis depositada, y por lo tanto nunca puede disminuir- la remoción de una fuente radioactiva solo puede reducir la tasa de dosis absorbida, nunca de la dosis total absorbida.
El promedio mundial de dosis para un ser humano es aproximadamente 3.5 mSv por año [1], sobre todo de radiación cósmica e isótopos naturales en la tierra. La fuente sencilla más grande de exposición a radiación al público general es a través del gas ocurrente natural radón, el cual comprende aproximadamente 55% de la dosis anual. Se estima que el radón es responsable del 10% de casos de cáncer de pulmón en Estados Unidos.

## Medida de la dosis
Existen muchas formas de medir las dosis provenientes de una radiación ionizante. Trabajadores que están en contacto con sustancias radioactivas o que puedan llegar a estar expuestos a radiación, rutinariamente cargan dosímetros personales. En los Estados Unidos, estos dosímetros usualmente contienen materiales que pueden ser usados en dosimetría termoluminiscente (DTL) o en luminiscencia óptica estimulada (LOE). Fuera de los Estados Unidos, el dosímetro personal más ampliamente usado es el dosímetro tipo ‘film badge’, que usa emulsiones fotográficas que son sensibles a la radiación ionizante. El equipo usado en radioterapia (acelerador lineal de partículas en terapia de viga externa) es calibrado rutinariamente usando cámaras ionizantes o la nueva y más precisa tecnología de diodo.

### Dosis estándar
Debido a que el cuerpo humano es aproximadamente un 70 % agua y tiene una densidad general cercana a 1 g/cm3, la medición de la dosis se calcula y se mide usualmente como dosis al agua.
Laboratorios de estándares nacionales como el NPL proporcionan factores de calibración para cámaras ionizantes y otros dispositivos de medida para convertir la lectura del instrumento a la dosis absorbida. Los laboratorios estándar operan a un Estándar Primario, que es normalmente calibrado por calorimetría absoluta, que es el calentamiento de sustancias cuando éstas absorben energía. Un usuario manda su Estándar Secundario al laboratorio, donde se expone a una cantidad conocida de radiación (derivada del Estándar Primario) y un factor es usado para convertir la lectura del instrumento en esa dosis. El usuario podrá usar después su Estándar Secundario para derivar los factores de calibración para otros instrumentos en uso, que a su vez se convierten en estándares terciarios, o instrumentos de campo.
La NPL en el Reino Unido opera como un calorímetro de grafito para la dosimetría absoluta de fotones. El grafito es usado en vez del agua debido a que su capacidad calorífica específica es un sexto de la del agua y, por lo tanto, el aumento en la temperatura del grafito se incrementa seis veces más que la equivalente en el agua y las mediciones son más precisas. Problemas significativos existen en el aislamiento del grafito del laboratorio para medir los mínimos cambios de temperatura. Una dosis letal de radiación a un humano es aproximadamente 10- 20 Gy. Esto es 10- 20 joules por kilogramo. Un pedazo de grafito de 1 cm³ pesando 2 gramos absorbería alrededor de 20- 40 mJ. Con una capacidad calorífica específica de alrededor de 700 J•kg−1•K−1, la temperatura se adecuaría a un aumento de apenas 20 mK.

## Dosis interna
La dosis interna tiene por objeto estimar el riesgo radiológico debido a la penetración de partículas radiactivas en el interior del organismo (ingestión, inhalación, inyección, heridas, etc.) para ello se modeliza su distribución en el organismo a largo plazo. Para ello se utiliza el concepto de dosis efectiva.

## Dosimetría Médica
La dosimetría médica es el cálculo de la dosis absorbida y la optimización de la entrega de la dosis en la radioterapia. Es comúnmente realizado por un dosimetrista médico profesional con un entrenamiento específico en el campo. Con el fin de planear la entrega de la radioterapia, la radiación producida por las fuentes está usualmente caracterizada por la profundidad de la curva de porcentaje de la dosis y por los perfiles de la dosis medidos por físicos médicos.

## Dosimetría Personal Fílmica Tipo Film Monitores
El dosímetro personal es un detector de radiaciones de tipo ionizantes, tales como las provenientes de los equipos de radiodiagnóstico o fuentes radiactivas, cuyo principal objetivo es integrar las dosis de radiación recibidas por el personal ocupacionalmente expuesto a dicho agente de riesgo, durante un determinado periodo. Los resultados provenientes del análisis de los dosímetros personales permiten evaluar cuantitativamente el grado de exposición ocupacional del personal que se desempeña en los distintos servicios. Esta información, es fundamental a la hora de determinar si las dosis de radiación recibidas por el personal, están o no, dentro de los límites establecidos como razonablemente seguros en la legislaciones vigentes.
Si se tiene en cuenta además, que los efectos clínicamente observables, de las radiaciones ionizantes, comienzan a manifestarse a niveles de dosis muy por encima de los límites establecidos en la reglamentación nacional, se puede inferir, que la manera más eficiente de desarrollar un programa de vigilancia epidemiológica del personal ocupacionalmente expuesto, es justamente a través del análisis de los resultados dosimétricos. Este criterio es importantísimo, si se considera además, que el agente físico en cuestión, no presenta umbral, vale decir, si se establece una correlación entre la dosis versus la probabilidad de ocurrencia de daño, la curva que representa el fenómeno, interseca el origen del plano coordenado.